# Dolina Czernki

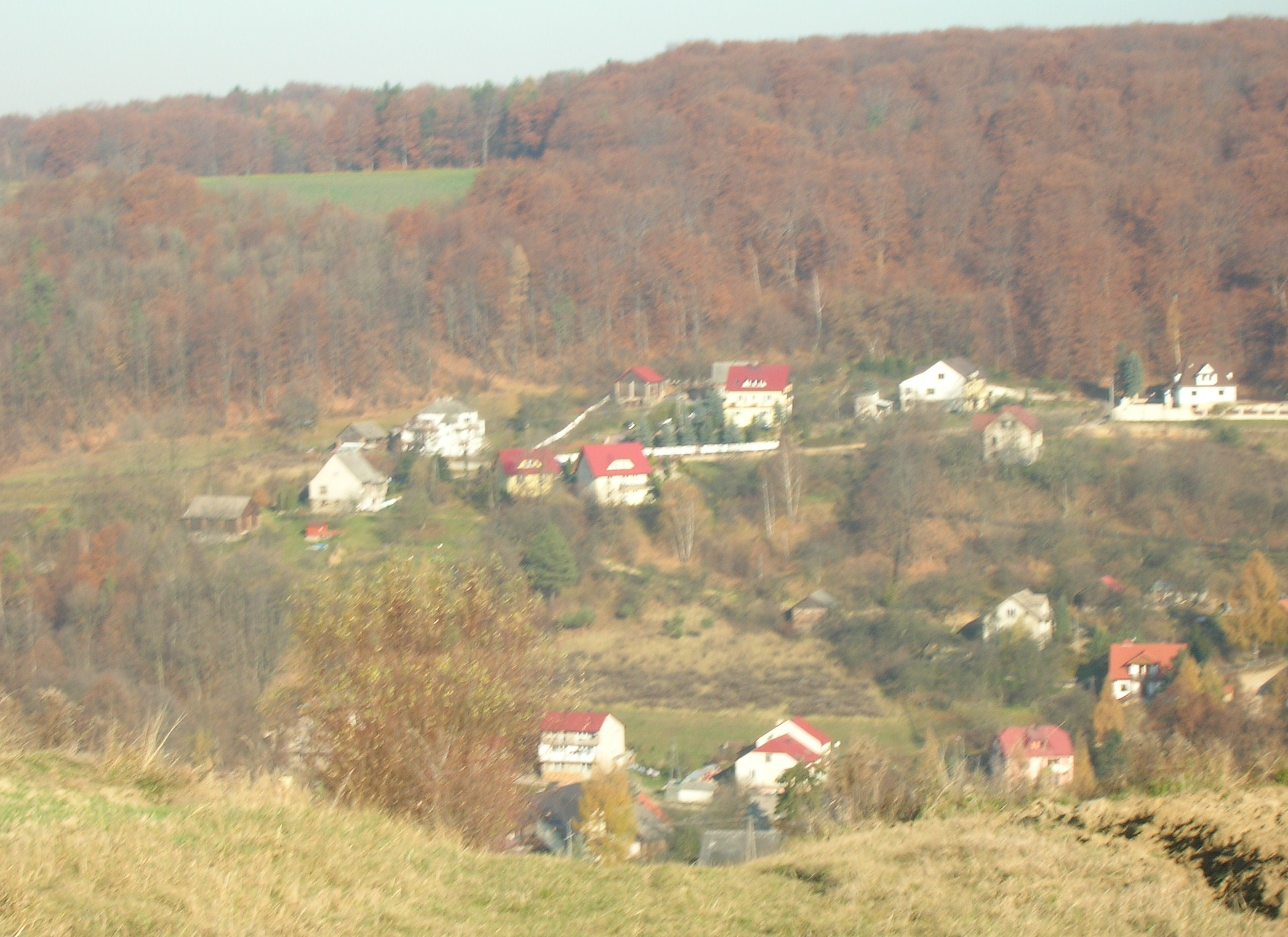
Widok na środkową część doliny

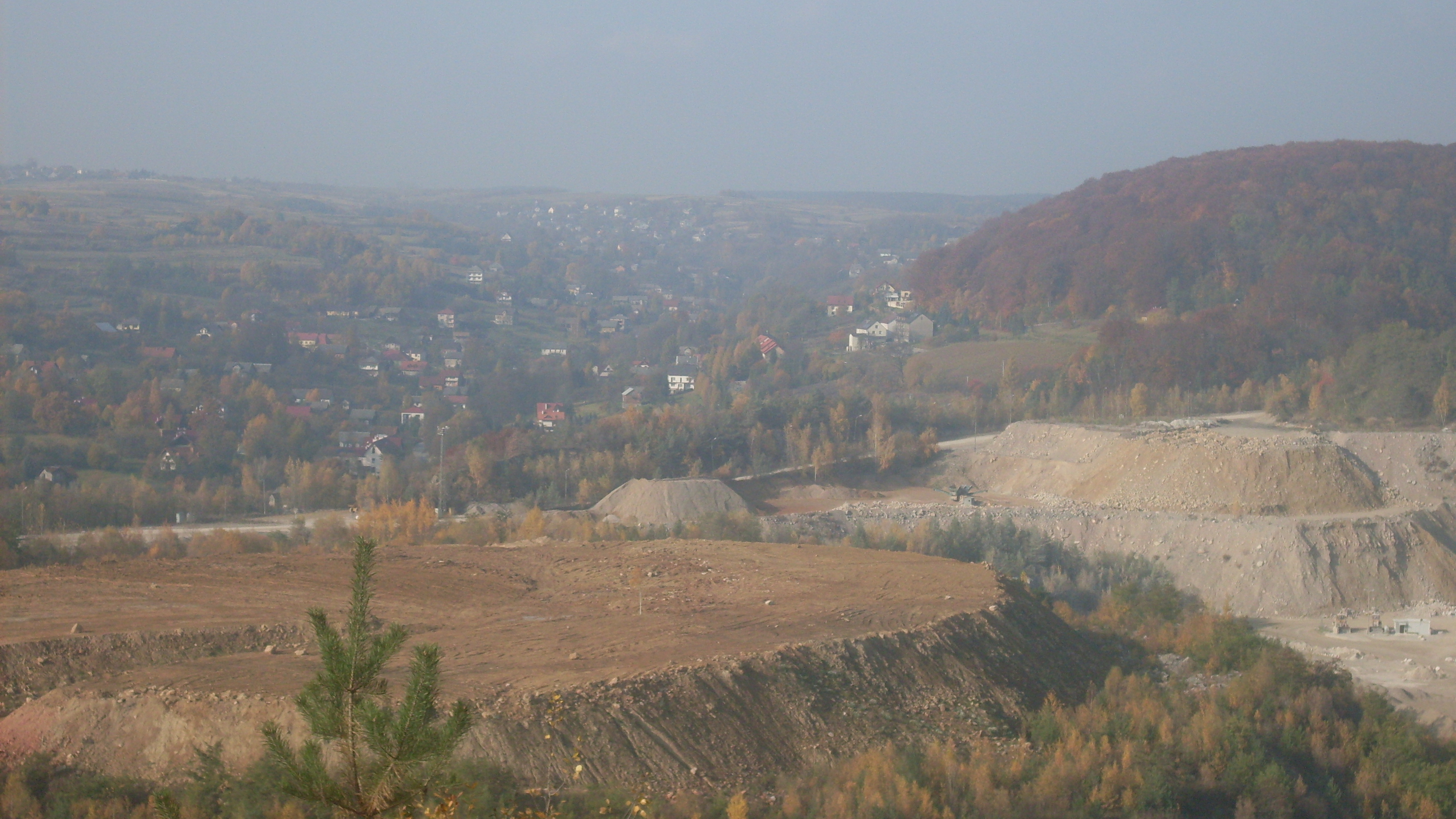
Widok na południowy wylot doliny

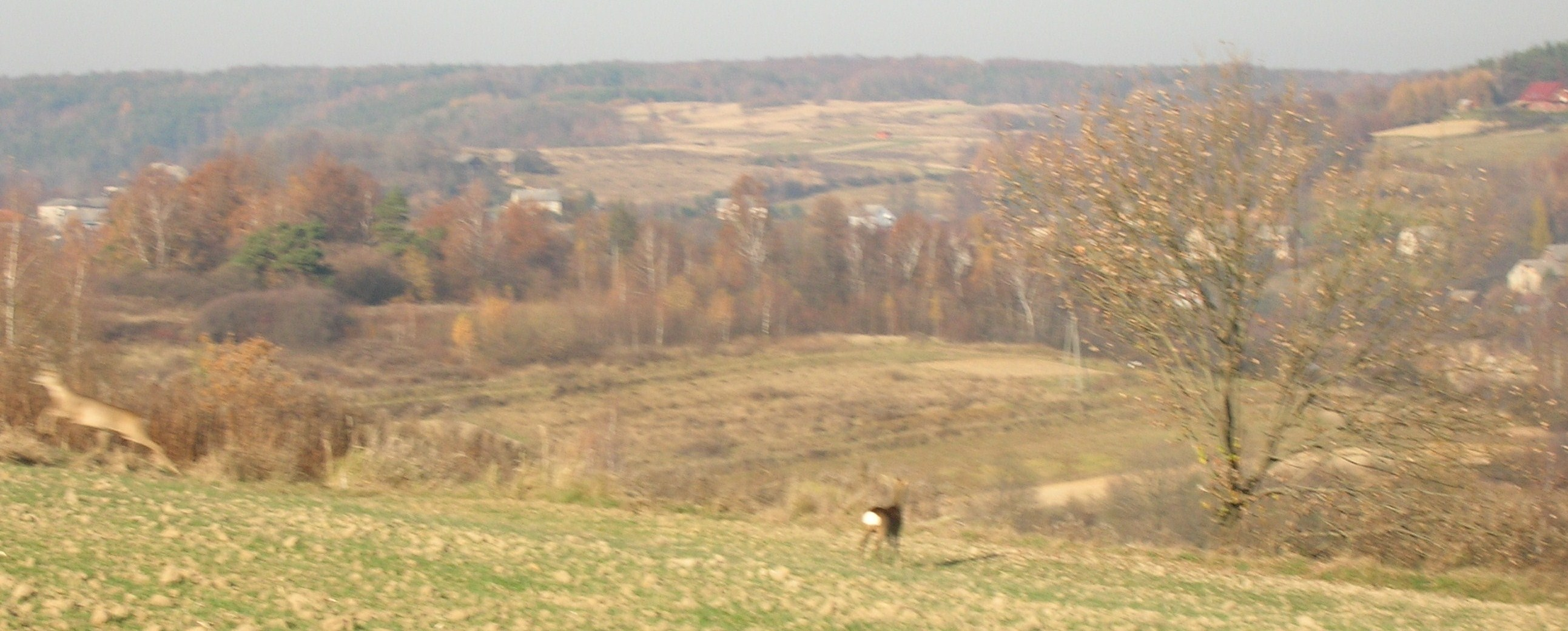
Widok na północną część doliny

Dolina Czernki – niewielka dolina na Wyżynie Krakowsko-Częstochowskiej, w której płynie Czernka, nad nią położona jest miejscowość Czerna. Po lewej stronie doliny znajduje się las na wzgórzach sięgających 440 m n.p.m. i ponad 100 m ponad dno doliny. Rozpoczyna się koło ostatnich zabudowań wsi (na północy), kończąc po 5 km na południu przy krzeszowickim osiedlu Czatkowice Dolne, gdzie łączy się ze wschodnią Doliną Eliaszówki. W odgałęzieniach doliny znajdują się liczne wąwozy np. Krzyk, Zakopane, Wądole czy Buce.